# Cikarageman
Cikarageman is een bestuurslaag in het regentschap Bekasi van de provincie West-Java, Indonesië. Cikarageman telt 8586 inwoners (volkstelling 2010).